# Giovanni Battista Casella "de Annibale"
Giovanni Battista Casella de Annibale (Carona, 1623 – Genova, 1678) è stato uno scultore e stuccatore svizzero-italiano.

## Biografia
Era figlio del nobile notaio Giovanni Battista e di Margherita Casella; si formò al seguito del padre a Genova, dove ricevette una prima formazione come stuccatore e scultore. Dopo una parentesi lavorativa svoltasi in Francia, fece ritorno a Genova, dove si affermò come scultore celebre e richiesto, aggiornato sugli stilemi introdotti nella città ligure da Pierre Puget. Nel 1655 ricevette infine l'incarico per il modello del bassorilievo figurato che doveva essere collocato in facciata, sopra l'ingresso della basilica del Corpus Domini a Torino.